# マツダ・靭
マツダ・靭（マツダ・しなり、SHINARI）は、日本の自動車メーカー・マツダによって製造されたコンセプトカーである。2010年にロサンゼルスオートショーで展示された。
4ドアクーペの形状に、人や動物の勢いや動き出しを意味する名前を冠したその細身のデザインは、日米欧の共同作業によるもので、趙庸旭の署名が入っており、コンセプトカーとしては初めてマツダの「魂動－Soul of Motion」スタイルを採用したものである。
シートベルトや左ハンドルの位置など、標準車の要素が多く含まれていることから、新型MAZDA6のように、アメリカやヨーロッパで標準的なモデルを販売するのではないかとの憶測を呼んだ。